# Epermenia karurucola
Epermenia karurucola és una espècie de lepidòpter ditrisis de la família dels epermènids (Epermeniidae), descrita per Gaedike l'any 2013. Es troben a Kenya.